# Carex nandadeviensis
Carex nandadeviensis är en halvgräsart som beskrevs av Ghildyal, U.C.Bhattach. och Hajra. Carex nandadeviensis ingår i släktet starrar, och familjen halvgräs.
Artens utbredningsområde är Uttaranchal. Inga underarter finns listade i Catalogue of Life.